# Placothuria squamata
Placothuria squamata is een zeekomkommer uit de familie Placothuriidae.
De wetenschappelijke naam van de soort werd in 1968 gepubliceerd door David Pawson.